# ダーティ・ボーイズ
『ダーティ・ボーイズ』（原題：Bulletproof）は、1996年のアメリカ合衆国のアクションコメディ映画。監督はアーネスト・ディッカーソン、主演はデイモン・ウェイアンズとアダム・サンドラー。サンドラーは本作と『俺は飛ばし屋/プロゴルファー・ギル』で、第17回ゴールデンラズベリー賞の最低男優賞にノミネートされた。
日本では劇場公開されずビデオスルーされた。また、JSBで衛星放送された際には『ダーティ・ボーイズ/コップと泥棒』というタイトルで放送された。

## ストーリー
相棒のロックから金に困っていると相談を受けた車泥棒のアーチーは、麻薬組織の大物コルトンの仕事に彼を誘う。しかし、ロックの正体はジャックという潜入捜査官であり、彼はコルトンを逮捕するためアーチーに近づいていたのだ。そして迎えた取引当日。アーチーのせいでジャックは正体がバレ、取引は銃撃戦へと発展。アーチーは誤ってジャックの頭を撃ち、その場から逃走する。
その後、一命を取りとめたジャックは、懸命のリハビリにより現場へ復帰する。一方アーチーはアリゾナで逮捕され、ロサンゼルスへ移送されることになった。アーチーは自身の護送役にジャックを指名するが、ジャックはあの日アーチーが故意に自分を撃ったと思い込んでおり、彼への敵意を露わにする。飛行場で言い争っていたところをコルトンの手下に襲撃され、なんとか逃げ切った二人はロサンゼルスを目指すが、警察内部やFBIにもコルトンの息はかかっており、二人は行く先々で命を狙われてしまう。

## キャスト
※括弧内は日本語吹替
- ロック・キーツ / ジャック・カーター - デイモン・ウェイアンズ（大塚芳忠）
- アーチー・モーゼズ - アダム・サンドラー（森川智之）
- フランク・コルトン - ジェームズ・カーン（佐々木勝彦）
- ブレッドソー - ジープ・スウェンソン（英語版）（島香裕）
- ウィル・ジェンセン署長 - ジェームズ・ファレンティノ（筈見純）
- トレイシー・フリン - クリステン・ウィルソン（沢海陽子）
- サリマン刑事 - ラリー・マッコイ（中田和宏）
- ジョーンズ刑事 - アレン・コヴァート（英語版）（大川透）
- フィンチ - ビル・ナン（辻親八）
- チャールズ - マーク・ロバーツ（稲葉実）
- バイカーの女 - モニカ・ポッター
- ダリル・ジェントリー - ザンダー・バークレー（秋元羊介）
- コール - サル・ランディ（古田信幸）